# Marina Nigg
Marina Nigg (* 24. April 1984 in Vaduz; verheiratete Marina Bürzle) ist eine ehemalige Liechtensteiner Skirennläuferin. Sie startete hauptsächlich in den technischen Disziplinen und feiert ihre grössten Erfolge im Slalom.

## Biografie
Die Absolventin der Skihandelsschule Stams hatten ihren ersten Einsatz im Europacup am 21. Dezember 2002 im Riesenslalom von Zwiesel. Ihr Debüt im Weltcup war der Riesenslalom von Sölden am 25. Oktober 2003, wo sie sich aber nicht für den zweiten Lauf qualifizierte. Erst vier Jahre später in ihrem neunten Weltcuprennen, dem Slalom auf der Reiteralm am 10. November 2007, erreichte sie mit Rang 18 ihr erstes Resultat. Diese Leistung konnte sie zwei Wochen danach im Slalom von Panorama mit Rang 12 noch steigern.
Bei den Alpinen Skiweltmeisterschaften 2005 in Bormio nahm sie im Slalom und Riesenslalom teil, schied aber in beiden Rennen aus. Zwei Jahre später, bei den Weltmeisterschaften 2007 in Åre, belegte sie Rang 33 im Slalom, bei den Weltmeisterschaften 2009 in Val-d’Isère den 20. Platz in derselben Disziplin. 2010 nahm sie an den Olympischen Winterspielen in Vancouver teil und erzielte im Slalom den 22. Platz. Am 11. Januar 2011 erreichte sie mit Platz elf im Slalom von Flachau ihr bestes Weltcupresultat.
In der Folge konnte sie sich nicht weiter verbessern. 2013 und 2014 fuhr sie kein einziges Mal in die Weltcup-Punkteränge. Bei den Olympischen Winterspielen 2014 in Sotschi kam sie im Slalom auf den 21. Platz. Kurz nach dem Ende der Weltcupsaison 2013/14 erklärte sie ihren Rücktritt vom Spitzensport.

## Erfolge

### Olympische Winterspiele
- Vancouver 2010: 22. Slalom
- Sotschi 2014: 21. Slalom

### Weltmeisterschaften
- Åre 2007: 33. Slalom
- Val-d’Isère 2009: 20. Slalom
- Schladming 2013: 29. Slalom

### Weltcup
- 4 Platzierungen unter den besten 15

### Europacup
- Saison 2007/08: 9. Slalomwertung
- 2 Podestplätze

### Juniorenweltmeisterschaften
- Briançonnais 2003: 26. Slalom, 39. Riesenslalom
- Maribor 2004: 9. Slalom, 25. Riesenslalom

### Weitere Erfolge
- 10 Siege in FIS-Rennen
- 1 Schweizer Meistertitel (Slalom 2010)